# Aloukou
La danse aloukou est une danse traditionnelle ivorienne de réjouissance et de funérailles des ethnies bété et dida pratiquée exclusivement par des femmes.